# Mohamed Snoussi
Cet article concerne l'universitaire et écrivain Mohamed Snoussi. Pour l'homme politique, voir Mohamed Snoussi (homme politique). Pour le basketteur tunisien, voir Mohamed Senoussi.
Pour les articles homonymes, voir Famille Snoussi.
Mohamed Snoussi (arabe : محمد سنوسي), de son nom complet Mohamed Ben Othman Snoussi, né le 18 septembre 1851 à Tunis et décédé le 17 novembre 1900, est un universitaire et écrivain tunisien.

## Biographie

### Jeunesse
Le jeune Snoussi s'adonne aux lettres et aux sciences aussi bien scolastiques que profanes, si bien qu'il est promu au poste de professeur à l'Université Zitouna alors qu'il a vingt ans. Dans le même temps, il est admis en qualité de notaire attitré. Face à ces deux carrières possibles, il choisit l'enseignement. Sa réputation lui vaut d'être appelé à remplir l'office de précepteur chez le bey, lequel le charge de l'instruction du prince Naceur Bey. Snoussi n'en continue pas moins ses propres études et se perfectionne principalement dans les lettres arabes.

### Nombreuses publications
Bientôt, il commence à composer une anthologie des poètes tunisiens accompagnée de biographies et de notices bibliographiques. Le travail de compilation et d'analyse lui prend cinq ans et paraît sous le titre Florilège des poètes tunisiens. Nommé dans l'intervalle secrétaire de l'administration des biens inaliénables, instituée le 19 mars 1874, Snoussi a aussitôt pour mission d'aller installer les agents des habous nommés dans les villes du sud de la Tunisie. En 1876, il entre en qualité de rédacteur au Journal officiel tunisien. La même année, il fait paraître les œuvres poétiques de son maître Mahmoud Kabadou.
Deux ans plus tard, il choisit certains de ses articles du Journal officiel et les fait paraître dans un recueil qui connaît un certain succès ; ils ont pour thèmes le travail, la fidélité, le rôle de la presse, la civilisation, la médecine, l'industrie, les voies ferrées, l'hôpital Sadiki et même une distribution de prix au collège du même nom.
En 1880, il publie son traité de prosodie composé en vers et termine un important répertoire biographique consacré aux jurisconsultes tunisiens, en commençant par une présentation des nombreux prédicateurs de la mosquée Zitouna depuis sa fondation.

### Contestation du protectorat
En 1881, avec l'instauration du protectorat français, il doit se démettre de ses fonctions de rédacteur au Journal officiel. Il se rend alors à La Mecque et prend contact avec l'émir Abd el-Kader à Damas et avec Kheireddine Pacha à Istanbul.
Dès son retour en 1884, il est nommé imam de la mosquée Hammouda-Pacha. Le 6 avril 1884, il organise une réunion publique dans la mosquée Sidi Mahrez à l'issue de laquelle il fait signer une pétition contre la nouvelle politique douanière consistant à remplacer les fonctionnaires tunisiens par des fonctionnaires français et à supprimer l'utilisation de la langue arabe du service, au point, souligne la pétition « de refuser en bloc les listes de marchandises présentées par les commerçants musulmans, ce qui empêche bon nombre de citoyens d'exercer le commerce. C'est ainsi que tous les acquis obtenus par le pays au bout d'un siècle d'effort ont été complètement remis en question au bout d'une année ». La pétition est remise à Ali III Bey. En avril 1885, il conduit la manifestation bourgeoise de Tunis, organisée en contestation contre la nouvelle réglementation municipale jugée insupportable en raison de ses dispositions fiscales, ainsi qu'attentatoire au culte musulman dans sa partie relative à la police des inhumations. Snoussi et son collègue Hassouna Ben Mustapha, ancien collaborateur de Kheireddine Pacha, sont alors victimes de mesures coercitives pour avoir mené ce mouvement de contestation. Les deux protagonistes sont démis de leurs anciennes fonctions et exilés à Gabès pour Snoussi et au Kef pour Ben Mustapha,.
Le résident général Paul Cambon, pour apaiser la situation, le nomme secrétaire du tribunal mixte des affaires immobilières pour la langue arabe le 16 juin 1886. Snoussi publie à cette époque Le lever des planètes ou recherches sur la conformité de la jurisprudence musulmane avec la loi immobilière, où il présente les bienfaits du nouveau régime foncier qui se révélera, plus tard, imaginé pour assurer l'essor de la colonisation en Tunisie. Le 2 août 1887, il est nommé rédacteur des services judiciaires.
En 1889, il fait un séjour en France à l'occasion de l'Exposition universelle de Paris et consacre un poème à la Tour Eiffel. En 1890, il écrit encore sur les impôts, sur l'instruction de la femme ou sur les phosphates.
Il est le père du réformateur Zine el-Abidine Snoussi.